# Lurgan
Lurgan is een plaats in het Noord-Ierse graafschap County Armagh. De plaats telt ongeveer 24.000 inwoners.

## Geboren
- George William Russell (1867-1935), Iers dichter
- John Dill (1881-1944), maarschalk
- Neil Lennon (1971), voetballer en voetbalcoach

Armagh · Keady · Lurgan · Newry (west)